# Partido de Abajo
Partido de Abajo es uno de los cuatro en que históricamente se divide la Merindad de Valdivielso en el Corregimiento de las Merindades de Castilla la Vieja, situadas en la provincia de Burgos, comunidad autónoma de Castilla y León (España).

## Lugares que comprendía
Comprendía los siguientes ocho lugares, todos con jurisdicción de realengo.
| - Arroyo - Condado | - La Hoz - Pañizares | - Población - Quecedo | - Tartalés - Valhermosa. |  |

## Historia
A la caída del Antiguo Régimen todos los lugares quedaron agregados al ayuntamiento constitucional de Merindad de Valdivielso , en el partido de Villarcayo perteneciente a la región de Castilla la Vieja.

## Demografía
En el padrón municipal de 2007 este partido contaba con 231 habitantes, siendo Condado la localidad más poblada con 66 habitantes.